# Campionato europeo maschile di pallavolo 2001
Il XXII campionato europeo maschile di pallavolo si svolse a Ostrava, nella Repubblica Ceca, dall'8 al 16 settembre 2001. Al torneo parteciparono 12 squadre nazionali europee e la vittoria finale andò per la prima volta alla Repubblica Federale di Jugoslavia.

## Qualificazioni
Al campionato europeo partecipano la nazionale del paese ospitante, le prime 5 squadre classificate nel campionato del 1999 (in questo caso partecipa la sesta classificata visto che la Repubblica Ceca, giunta quarta, è qualificata di diritto in quanto ospita la competizione) e 6 squadre provenienti dai gironi di qualificazione.

### Squadre già qualificate
- Rep. Ceca (Paese ospitante)
- Italia (1º posto nel campionato europeo 1999)
- Russia (2º posto nel campionato europeo 1999)
- Jugoslavia (3º posto nel campionato europeo 1999)
- Paesi Bassi (5º posto nel campionato europeo 1999)
- Francia (6º posto nel campionato europeo 1999)

### Gironi di qualificazione
| Girone A       | Girone B        | Girone C          | Girone D                        |
| -------------- | --------------- | ----------------- | ------------------------------- |
| Polonia        | Slovacchia      | Ungheria          | Slovenia                        |
| Bulgaria       | Germania        | Grecia            | Turchia                         |
| Belgio Israele | Spagna Lettonia | Finlandia Croazia | Portogallo Bosnia ed Erzegovina |

## Squadre partecipanti
| - Bulgaria - Francia - Germania - Italia - Jugoslavia - Paesi Bassi | - Polonia - Rep. Ceca - Russia - Slovacchia - Slovenia - Ungheria |

## Gironi
| Gruppo A                                                  | Gruppo B                                            |
| --------------------------------------------------------- | --------------------------------------------------- |
| Bulgaria Paesi Bassi Rep. Ceca Russia Slovacchia Slovenia | Francia Germania Italia Jugoslavia Polonia Ungheria |

## Fase finale

### Finali 5º e 7º posto - Ostrava
|  | Semifinali 5º/8º posto | Semifinali 5º/8º posto | Semifinali 5º/8º posto |          |         | Finale 5º/6º posto | Finale 5º/6º posto | Finale 5º/6º posto |  |
|  |                        |                        |                        |          |         |                    |                    |                    |  |
|  | Paesi Bassi            | Paesi Bassi            | 1                      |          |         |                    |                    |                    |  |
|  | Paesi Bassi            | Paesi Bassi            | 1                      |          |         |                    |                    |                    |  |
|  | Polonia                | Polonia                | 3                      |          |         |                    |                    |                    |  |
|  | Polonia                | Polonia                | 3                      |          | Polonia | Polonia            | 3                  |                    |  |
|  |                        |                        |                        |          | Polonia | Polonia            | 3                  |                    |  |
|  |                        |                        | Bulgaria               | Bulgaria | 2       |                    |                    |                    |  |
|  | Bulgaria               | Bulgaria               | Bulgaria               | Bulgaria | 2       | 3                  |                    |                    |  |
|  | Bulgaria               | Bulgaria               |                        |          |         | 3                  |                    |                    |  |
|  | Francia                | Francia                | 1                      |          |         | Finale 7º/8º posto | Finale 7º/8º posto | Finale 7º/8º posto |  |
|  | Francia                | Francia                | 1                      |          |         |                    |                    |                    |  |
|  |                        |                        |                        |          |         |                    |                    |                    |  |
|  |                        |                        |                        |          |         | Paesi Bassi        | Paesi Bassi        | 1                  |  |
|  |                        |                        |                        |          |         | Paesi Bassi        | Paesi Bassi        | 1                  |  |
|  |                        |                        |                        |          |         | Francia            | Francia            | 3                  |  |

### Finali 1º e 3º posto - Ostrava
|  | Semifinali | Semifinali | Semifinali |            |        | Finale          | Finale          | Finale          |  |
|  |            |            |            |            |        |                 |                 |                 |  |
|  | Rep. Ceca  | Rep. Ceca  | 0          |            |        |                 |                 |                 |  |
|  | Rep. Ceca  | Rep. Ceca  | 0          |            |        |                 |                 |                 |  |
|  | Italia     | Italia     | 3          |            |        |                 |                 |                 |  |
|  | Italia     | Italia     | 3          |            | Italia | Italia          | 0               |                 |  |
|  |            |            |            |            | Italia | Italia          | 0               |                 |  |
|  |            |            | Jugoslavia | Jugoslavia | 3      |                 |                 |                 |  |
|  | Russia     | Russia     | Jugoslavia | Jugoslavia | 3      | 0               |                 |                 |  |
|  | Russia     | Russia     |            |            |        | 0               |                 |                 |  |
|  | Jugoslavia | Jugoslavia | 3          |            |        | Finale 3º posto | Finale 3º posto | Finale 3º posto |  |
|  | Jugoslavia | Jugoslavia | 3          |            |        |                 |                 |                 |  |
|  |            |            |            |            |        |                 |                 |                 |  |
|  |            |            |            |            |        | Rep. Ceca       | Rep. Ceca       | 2               |  |
|  |            |            |            |            |        | Rep. Ceca       | Rep. Ceca       | 2               |  |
|  |            |            |            |            |        | Russia          | Russia          | 3               |  |

## Podio

### Campione
Formazione: Boškan, Geric, N.Grbic, V.Grbic, Jokanovic, Maric, Mešter, Mijic, Miljkovic, Škoric, Vujevic, Vušurovic, CT: Gajić

## Classifica finale
| Classifica | Squadre     | Qualificazione                                     |
| ---------- | ----------- | -------------------------------------------------- |
| Oro        | Jugoslavia  | Grand Champions Cup 2001 - Campionato europeo 2003 |
| Argento    | Italia      | Campionato europeo 2003                            |
| Bronzo     | Russia      | Campionato europeo 2003                            |
| 4          | Rep. Ceca   | Campionato europeo 2003                            |
| 5          | Polonia     | Campionato europeo 2003                            |
| 6          | Bulgaria    |                                                    |
| 7          | Francia     |                                                    |
| 8          | Paesi Bassi |                                                    |
| 9          | Germania    |                                                    |
| 10         | Ungheria    |                                                    |
| 11         | Slovacchia  |                                                    |
| 12         | Slovenia    |                                                    |